# Godwin Odiye
Godwin Odiye   (Nigèria, 1956) fou un futbolista nigerià de les dècades de 1970 i 1980.
Fou internacional amb la selecció de futbol de Nigèria.
Pel que fa a clubs, destacà a Nestle i National Bank of Lagos. El 1978 es traslladà als Estats Units on jugà a la University of San Francisco i Greek-American AC.